# Чари
Чари (енгл. Charmed) америчка је телевизијска серија списатељке Констанс М. Берџ и продуцента Арона Спелинга и његове продуцентске куће Spelling Television, са Бредом Керном као шоуранером. Серију је првобитно преносила телевизијска мрежа The WB током осам сезона од 7. октобра 1998 до 21. маја 2006. године. Нарација серије прати три сестре, познате као Зачаране, најмоћније добре вјештице свих времена, које користе своју „Моћ тројства” за заштиту недужних живота од злих бића као што су демони и вјешци. Свака сестра посједује јединствену магичну моћ која расте и развија се, док оне покушавају да одрже нормалан живот у Сан Франциску. Одржавање натприродног идентитета одвојеног и скривеног од обичних живота често представља изазов за њих, са излагањем магије које има далекосежне посљедице на њихове разне односе и резултира бројним истрагамa полиције и ФБИ током серије. Серија се у почетку фокусира на три сестре, Пру (Шанен Доерти), Пајпер (Холи Мари Коумс) и Фиби (Алиса Милано) Халивел. Међутим, након Пруине смрти на крају треће сезоне, њихова дуго изгубљена полусестра Пејџ Метјуз (Роуз Макгауан) долази на њено мјесто на почетку четврте сезоне.
Чари су достигле култ праћења и популарности на The WB са својом првом епизодом „Something Wicca This Way Comes” достижући 7,7 милиона гледалаца, разбијајући рекорд највише гледаних дебитантски епизода на The WB. Током пете сезоне, серија је постала најгледанији недељни вечерњи програм у историји The WB. Рејтинг серије, иако мањи од конкурентских емисија на „великој четворци” (Еј-Би-Си, Си-Би-Ес, Ен-Би-Си и Фокс), био је значајан за The WB јер није био један од главних ТВ мрежа у САД. Са 178 епизода, Чари су биле друга најдужа драма емитована на WB и друга најдужа сат-дуга ТВ серија која има главне женске улога. Серија је добила бројне награде и номинације. Хафингтон пост и AOL TV поставили су Чари 2010. на заједнички списак „Топ 20 магичних/натприродних емисија свих времена”, док је 2013. TV Guide серију поставио на списак „60 највећих научно-фантастичних емисија свих времена”. Чари су тако постале извор референци поп културе у филму и телевизији и утицале на успијех других телевизијских серија из истог поджанра.
Успјех серије је довео до њеног развоја у другим медијима, укључујући видео игре, друштвене игре, романе и стрипове који служе као наставак приче. Током 2012. године, шест година након што је завршено емитовање, Чари су биле друга најгледанија телевизијска серија на видео на захтјев сервисима, укључујући Амазон видео и Нетфликс.

## Преглед
„Прије него што је Мелинда спаљена на ломачи, обећала је да ће свака генерација Ворен вјештица постати све снажнија, што је кулминирало у доласку три сестре … најмоћније вјештице које је свијет икад познавао: Зачаране”.

—Фиби Халивел у „Something Wicca This Way Comes”
Серија почиње када се Фиби враћа из Њујорка и долази поново у породичну кућу Халивелових у Сан Франциску да би живјела са сестрама Пру и Пејпер. Када је Фиби открила Књигу сјенки, она сазнаје да су њене сестре и она најмоћније вјештице икад познате, којима је суђено да штите невине и цио свијет од демона, вјештаца и осталих злих створења. Фиби, разумно сумњајући у књигу, чита почетни натпис — несвјесна да је тај натпис враџбина којом се активира натприродна моћ сестара једном када се све три сестре врате у дом својих предака.
До краја прве епизоде, свака сестра сазнаје да посједује јединствену магичну моћ и да може да баца чини и припрема напитке. Пру, најстарија сестра, има моћ телекинезе (способност помјерања предмета својим умом), док у другој сезони развија моћ астралне пројекције. Пајпер, средња сестра, има моћ да ефектно „замрзне” људе и предмете. Како расте њена моћ, она учи да замрзне само одређене људе или предмете или дијелове тијела, које она жели. У трећој сезони, њена моћ се даље развија, омогућавајући изазивање експлозије злих бића или предмета користећи своје руке. Фиби, најмлађа сестра, у почетку посједује моћ слутње којој омогућава примање визија будућности и прошлости. Она касније у трећој сезони развија моћ левитације, што јој омогућавајући да осјети и продре у емоције других и, понекад, њихове моћи. У складу са митологијом серије, вјештичија моћ је повезана са њиховим емоцијама.
Током прве двије сезоне, сестре се суочавају са разним злим бићима из недеље у недељу. Међутим, у трећој сезони, оне откривају да је њихов крајњи непријатељ демонски владар Подземља, Извор свог зла. Коначно, Пру на крају треће сезоне убија Изворов лични убица, Шакс (Мајкл Бејли Смит). Док оплакују Пруину смрт, Пајпер и Фиби откривају да имају млађу полусестру Пејџ Метјуз, која је била дијете тајне љубави њихове мајке вјештице, Пети (Финола Хјуз), и њеног бјелосвица Сема Волера (Скот Џејк). Пејџине магичне способности представљају њено двоструко насљеђе и као вјештице и као бјелосвица; као Пру, посједује способност телекинезе, али она мора вербално да позове предмет да се пренесе (или телепортује) ка крајњем одредишту. Како она покушава да контролише двије стране свог поријекла, Пејџ учи како да пренесе себе и остале, и да исцјељује друге додиром своје руке; она на крају добија сопствене дужности бјелосвица за обуку и заштиту оних који се почињу бавити вјештичарењем.
Извор, који је одговоран за већину напада на сестре, постаје главни негативац током четврте сезоне све док не буде коначно побијеђен. Након његове смрти, годишња сезону-дуга прича и неколико антагонизама су уведени у наредним епизодама (повременом пратећи „Биг Бед” телевизијски формат). То укључују Фибиног бившег демонског мужа, Кола Тарнера (Џулијан Макман), све до средине пете сезоне; интригантски, обманутог Старјешину, Гидеона (Гилдарт Џексон), током шесте сезоне; Аватари до средине седме сезоне; демон Занку (Одед Фер) до краја седме сезоне; и на крају у осмој сезони, моћне сестре вјештице Били (Кејли Квоко) и Кристи Џенкинс (Марнет Петерсон), које су пале под утицај демонске Тријаде. Поред натприродних тема изражених у Чарима, ликови се боре са озбиљним проблемима у својим свакодневним животима, као што су везе, каријере, брак, порођај, болест и смрт најдражих. Сестре се боре да би спријечиле излагање постојања магије људској заједници у цјелини, борећи се са неколико полицајаца и ФБИ истраживача. Често кроз помоћ свог дугорочног савезника, Дерила Мориса (Доријан Грегори) из Полицијске станице Сан Франциско, оне су у стању да избјегну полицијску сумњу, укључујући истраге најистајнијег људског антагонисте, инспекторске Шеридан (Жења Лано), у шестој и седмој сезони.
Сестре се такође суочавају са љубавним причама. Пруин љубавни живот чине њена средњошколска симпатија, инспектор Енди Трудо (Тед Кинг), који умире на крају прве сезоне покушавајући да спасе сестре, и колега, Џек Шеридан (Лонхил Манро), у другој сезони. Пајперин љубавни живот током серије се одвија са бјелосвицем Леом Вајатом (Брајан Краус), почетак њихове везе је проблематичан због природе односа вјештица и бјелосвитаца и тако се у другој сезони формира љубавни троугао између Пејпер, Леа и њеног комшије, Дена Гордона (Грег Вон). На крају, Лео и Пајпер се успијева вјенчати у трећој сезони, добијајући сина Вајата у петој. Пар је одвојен због натприродних околности на крају пете сезоне; међутим, они обнављају однос у наредној сезони, добијајући другог сина Криса. У посљедњој епизоди Чари се приказује како ће имати ћерку, много унука, и да ће остарити заједно у будућности. Фибин љубавни живот укључује тешку везу са полудемоном Колом Тарнером, који се јавља у трећој, четвртој и петој сезони; имају буран брак у четвртој и петој сезони, а након развода, била је приморана да га уништи. Фиби током серије има велики број момака у наредним сезонама, укључујући и шефа, Џејсона Дина (Ерик Дејн), прије сусрета са купидоном Купом (Виктор Вебстер) у осмој сезони, са ким ће се вјенчати. Пејџ, као и Фиби, има неколико момака током серије, укључујући и колегу-вјешца и „зависника” о магији Ричарда Монтана (Балтазар Гети) у шестој сезони и нестабилног агента ФБИ Кајла Бродија (Кер Смит) у седмој сезони. У осмој сезони, она постаје привржена полицајцу Хенрију Мичелу (Иван Сергеј), са ким ће се вјенчати. Посљедња епизода је флешфорвард монтажа која открива сестрама да ће свака од њих имати по троје дјеца са својим мужевима.

## Ликови

### Главни ликови
Први ред: Шанен Доерти и Холи Мари Коумс

- Шанен Доерти као Пру Халивел, најстарија је сестра која првобитно добија моћ помјерања предмета умом користећи телекинезу на праволинијском видном пољу. Како се радња у серији одвија, Пру учи да контролише телекинетичку моћ својим рукама. Она такође добија моћа астралне пројекције, која јој омогућава да буде на два мјеста у исто вријеме. Увјежбава борилачке вјештине и постаје ефикасна у борби прса у прса. Током треће сезоне серије, она се сматра најјачом и најмоћнијом вјештицом међу Халивел сестрама. Ња почетку серије ради као процјенитељ за аукцијску кућу, али касније постаје фотограф за часопис. У петој сезони, Пру убија Шакс, моћни демон ког је послао Извор.
- Холи Мари Коумс као Пајпер Халивел, друга је најстарије сестра чија је првобитна моћ способност замрзавања околине. Како се радње серије одвија, он стиче моћ изазивања спонтане експлозије злих бића или предмета. Пајпер је на почетку серија средња сестра Халивел, али након Пруине смрти она постоја најстарија. Пајперин љубавни живот се одвија са Леом Вајатом, бјелосвицем сестара. У трећој сезони, Лео и она се вјенчају, а касније добијају двоје дјеце, Вајата (у петој сезони) и Криса (у шестој сезони). Њено почетно занимање је кувар и менаџер у ресторану „Квејк”, али од друге сезоне па надаље, постаје власник и менаџер ноћног клуба P3.
- Алиса Милано као Фиби Халивел, трећа је сестра која првобитно има моћ прекогниције, која јој омогућава да види визије о будућности и прошлости. Да би надокнадила недостатак своје пасивне моћи, Фиби вјежба борилачке вјештине како би могла боље помоћи сестрама у борби против злих бића. Како се радње серија наставља, она стиче активне моћи левитације и емаптије. Фиби се ја на почетку серије најмлађа и најбунтовнија сестра Халивелових. Међутим, њен напредак као вјештице помогао јој је да постане одговорна и одрасла као особа. Фиби након Пруине смрти постаје средња сестра, након што се у серији појави њена млађа полусестра Пејџ Метјуз. Њено занимање је колумниста у часопису The Bay Mirror, након што је била студент у првих пет сезона серије.
- Роуз Макгауан као Пејџ Метјуз, најмлађа је полусестра која посједује моћи помјерања предмета умом путем телепортације са једне локације на другу кроз гласовне команде. Она је дијете тајне љубави мајке сестара Халивел Пети и њеног бјелосвица Сема Вајлдера, што је Пајпер учинило и вјештицом и бјелосвицем у исто вријеме. Она је остављена по рођењу и одгојили су је усвојитељи. Пејџ се у серија јавља након Пруине смрти у четвртој сезони, када она заузима Пруино мјесто у Моћи тројства и тако помаже обнављање Зачараних. Како радња серија напредује, Пејџ развије моћи бјелосвица што јој омогућава да преноси себе и друге, као и моћи детекције и исцјељења.

### Споредни ликови
- Тед Кинг као Енди Трудо, појављује се у првој сезони као пријатељ сестара Халивел из дјетињства и Пруина средњошколска симпатија и прва љубав. Радио као инспектор у полицијској станици Сан Франциско и случајно му се додјељује скоро сваки полицијски случај који укључује сестре. Енди на крају открива да су вјештице и служи као почетна веза сестара у полицији. На крају прве сезоне, Ендија убија демон Родригез (Карлос Гомез), који је уједно и официр Унутрашње контроле који је истраживао Ендијеве нерјешене случајеве.
- Доријан Грегори као Дерил Морис, поручник у полицијској страници Сан Франциско. Дерил се јавља у првој сезони као Ендијев најбољи друг и партнер. У почетку, Дерил сумња у честу понављање веза сестара Халивел са мистериозним убиствима и злочинима. Међутим, у другој сезони, сестре му откривају да су оне добре вјештице које покушавају да донесу праву и заштите свијет. Током серије, Дерил помаже сестрама да прикривајући нерјешене случајеве који се односе на демонске активности, чинећи им услуге и пружајући им општу подршку. На крају седме сезоне, Дерил и његова породице се селе на Источну Обалу.
- Брајан Краус као Лео Вајат, бјелосвитац сестара Халивел. Лео се јавља у првој сезони као мајстор кога сестре унајмљују за поправке у кући, али су касније откриле да је он њихов бјелосвитац. Његове дужности бјелосвица често изазивају проблеме у браку са Пајпер и њиховој породици. Њихова веза је први од много сукоба између сестара и Старјешина.
- Грег Вон као Ден Гордон, јавља се у другој сезони као нови комшија сестара Халивел. Ден и Пејпер започињу романтичну везу након што Пајпер и Лео раскидају због напорне природе његове дужности бјелосвица које он ставља на прво мјесто. Пајпер касније раскида са Деном и мири се са Леом. На крају сезоне, Деј се сели у Портланд гдје прихвата понуду за посао.
- Карис Пејџ Брајант као Џени Гордон, јавља се у другој сезони као Денов нећака која привремено живи са њим због школе јер су њени родитеље на пословном путу у Саудијској Арабији. Док живи са ујаком, Џени остварује посебну везу са сестрама Халивел и често са њима разговара о женским питањима о којима јој је непријатно да прича са ујаком. Усред друге сезоне, Џени се враћа код родитеља након њиховог повратка у Сједињене Државе.
- Џулијан Макман као Кол Тарнер (познат као демонски убица, Балтазар) посједује моћи телепортације и бацања пројективних енергетски лопти које могу омамити или убити. Јавља се у трећој сезони као асистент окружног тужиоца кога је послала Тријада да убије Зачаране, али умјесто тога се заљубљује у Фиби. Иако се Кол у четвртој сезони потпуно ослободио своје демонске природе и вјенчао са Фиби, касније се враћа злу након што невољно постаје нови Извор свег зла. Као Извор, Кола на крају побјеђују Зачаране, али се враћа из мртвих у својим покушајима да врати Фиби. Доведен до лудила, Кола поново убијају сестре у петој сезони. Касније се накратко враћа у седмој сезони током епизоде „The Seven Year Witch”, гдје открива да је његов дух заробљен између свјетова.
- Дру Фулер као Крис Халивел, други је син Пајпер и Леа. Крис се јавља на крају пете сезоне, као бјелосвитац из будућности који помаже сестрама Халивел у борби против магичних бића познатих као Титани. У шестој сезони, Крис открива да Пајперин и Леов син и да је путовао кроз вријеме како би спријечио да његов старији брат Вајат током одрастања постане зли диктатор у будућности. На крају шесте сезоне, одраслог Криса убија старјешина Гидеон и рађа се беба Крис.
- Кејли Квоко као Били Џенкинс, јавља се у осмој сезони као студенткиња и нова Пејџина штићеница. Били посједује моћ помјерања предмета умом користећи телекинезу. Већи дио сезоне проводи тражећи своју старију сестру Кристи, коју је петнаест година раније отела Тријада. Били на крају проналази сестру, али не зна да је Кристи постала зла под утицајем демона. Након што Кристи покуша наговори Били да изда Зачаране, она стаје на њихову страну на крају серије и бива приморана да убије своју сестру у самоодбрани.

## Пријем

### Рејтинг
| Сезона | Епизоде | Вријеме емитовања () | Премијерно   | Премијерно             | Посљедња     | Посљедња               | ТВ сезона | Ранг | Гледаоци (у милионима) |
| Сезона | Епизоде | Вријеме емитовања () | Датум        | Гледаоци (у милионима) | Датум        | Гледаоци (у милионима) | ТВ сезона | Ранг | Гледаоци (у милионима) |
| ------ | ------- | -------------------- | ------------ | ---------------------- | ------------ | ---------------------- | --------- | ---- | ---------------------- |
| 1      | 22      | Сриједа 21:00        | 7. 10. 1998. | 7,7                    | 26. 5. 1999. | 5,6                    | 1998—1999 | #118 | 5,5                    |
| 2      | 22      | Четвртак 21:00       | 30. 9. 1999. | 5,1                    | 18. 5. 2000. | 4,5                    | 1999—2000 | #120 | 4,7                    |
| 3      | 22      | Четвртак 21:00       | 5. 9. 2000.  | 7,7                    | 17. 5. 2001. | 5,3                    | 2000—2001 | #117 | 4,9                    |
| 4      | 22      | Четвртак 21:00       | 4. 9. 2001.  | 6,0                    | 16. 5. 2002. | 5,2                    | 2001—2002 | #129 | 4,2                    |
| 5      | 23      | Недјеља 20:00        | 22. 9. 2002. | 6,3                    | 11. 5. 2003. | 4,9                    | 2002—2003 | #128 | 4,5                    |
| 6      | 23      | Недјеља 20:00        | 28. 9. 2003. | 6,3                    | 16. 5. 2004. | 4,7                    | 2003—2004 | #154 | 4,3                    |
| 7      | 22      | Недјеља 20:00        | 12. 9. 2004. | 5,5                    | 22. 5. 2005. | 3,4                    | 2004—2005 | #132 | 3,4                    |
| 8      | 22      | Недјеља 20:00        | 25. 9. 2005. | 4,2                    | 21. 5. 2006. | 4,5                    | 2005—2006 | #132 | 3,5                    |

## Насљеђе и културни утицај

### Телевизија
Чари је прва телевизијска емисија у ударном термину о групи вјештица. Од 22. јануара 2006. године, са емитовање дванаесте епизоде у осмој сезони, серија Чари је постала најдужа сат-дуга серија у историји америчке телевезије са женским водећим улогама. Међутим, ово признање је добила серија Очајне домаћице 2012. године која је трајала осам сезона, али са двије епизоде више од Чари. Cult TV је 2000. године поставио Чари на 44. мјесто на списку „Топ 100 култ ТВ емисија”. AOL TV је 2007. године поставио сваку од Зачараних на списак „Топ ТВ вјештица”, Пајпер на 3, Фиби на 7, Пру на 9. и Пејџ 12. мјесто. HuffPost TV и AOL TV су 2010. године Чари поставили на 10. мјесто на списку „Топ 20 магичних/натприродних емисија свих времена”, а 2013. TV Guide је поставио серију на списак „60 највећих научно-фантастичних емисија свих времена”.

## Мултимедија
Неколико званичних друштвених игара о Чарима су објавили Clash of Arms и Tilsit Éditions. Прва друштвена игра, Charmed: The Book of Shadows објављена је 2001. године, а друга Charmed: The Source објављена је 2003. године. Друге друштвене игре су Charmed: The Power of Three и Charmed: The Prophecy, обје објављене 2005. године. Видео игру Чари је развио DC Studios, а објавио In-Fusio. Игра је објављена за мобилне телефона у Европи 2003, а у Сјеверној Америци 2004. године.
Четири саундтрек албума из серије Чари су објављена. Први саундтрек албум, , објављен је у септембру 2003. године. Други албум, , објављен је у јануару 2005, а трећи, Charmed: The Final Chapter, објављен је у мају 2006. године. Четврти саундтрек албум, , објављен је као ограничено издање у јуну 2003. и на њему се налазио избор реплика из серије који је одабрао композитор Џон Питер Робинсон. Titan Magazines је 2004. године започео са издањем Charmed Magazine, који се објављивао два пута мјесечно, а у њему су се налазили интервјуи са глумцима и екипом, најновије вијести и дешавања и информације о серији иза сцене. Посљедње 24. издање часописа објављено је 2008. године.
Свих осам сезона серије су појединачно објављене на DVD у регионима 1, 2 и 4 између фебруара 2005. и септембра 2007. Ново паковање DVD за регион 4 са свим сезонама објављено је у априлу 2011. године. Ограничено издање Book of Shadows пуштено је у оптицај 16. новембра 2006. у региону 4 и истакнуте сезоне 1—7. Ограничено издање Magic Chest објављено је у региону 2 5. новембра 2007. и укључивало је свих осам сезона. Крајњи комплет у региону 2 је објављен 27. октобра 2008. године, а у региону 4 6. новембра 2008. Комплет је садржао све сезоне, са омотом на коме се налазе све четири сестре заједно. Два комплетна су објављени у региону 1 18. новембра 2008. Оба комплета су стилизована послије емисије Book of Shadows, док је један комплет био регуларно издање а други делукс издање. Потпуни комплет серија пуштен је у продају у Сједињеним Државама 11. новембра 2014. године и има потпуно нови омот са све четири сестре.